# Ручные гармоники

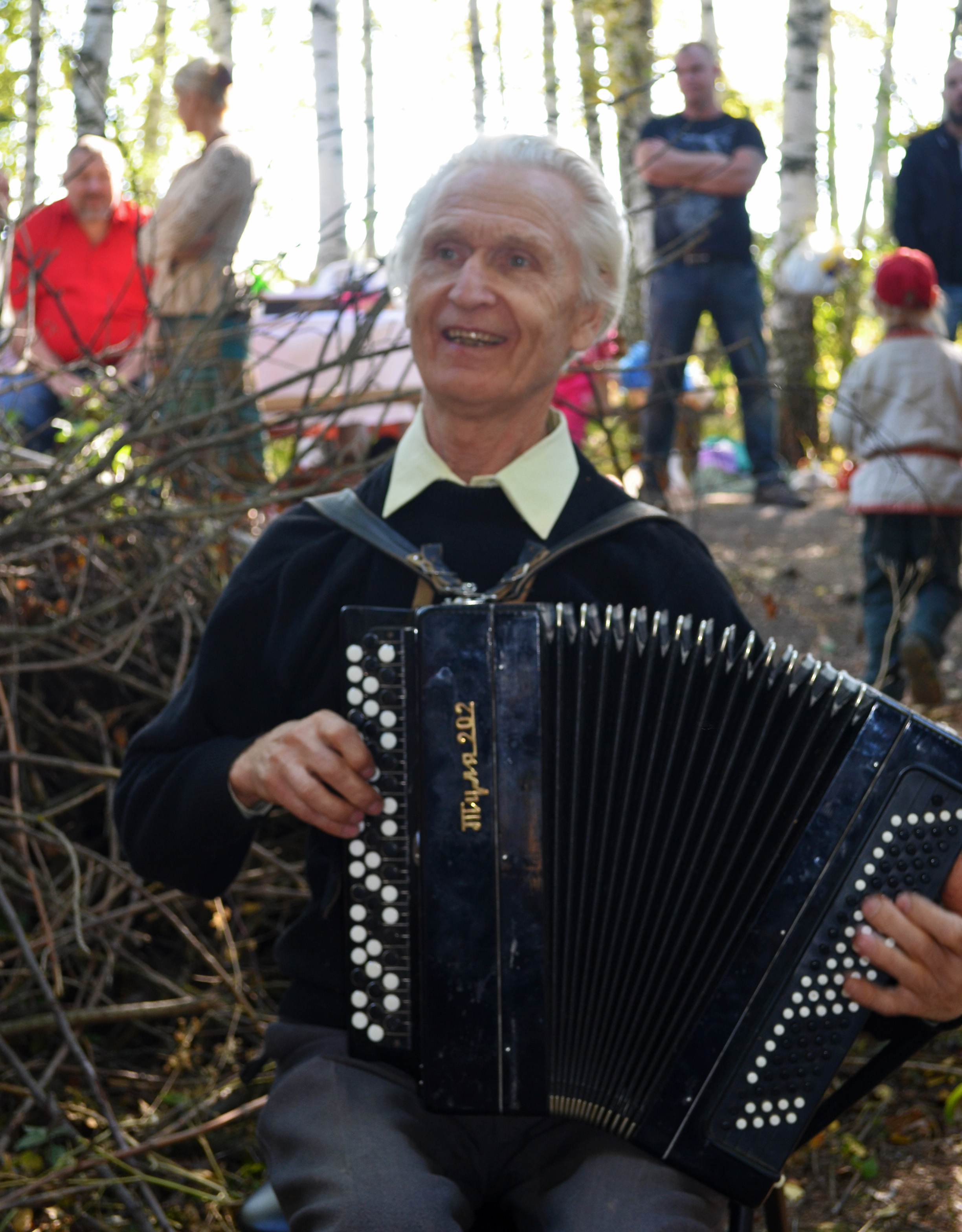
Баян

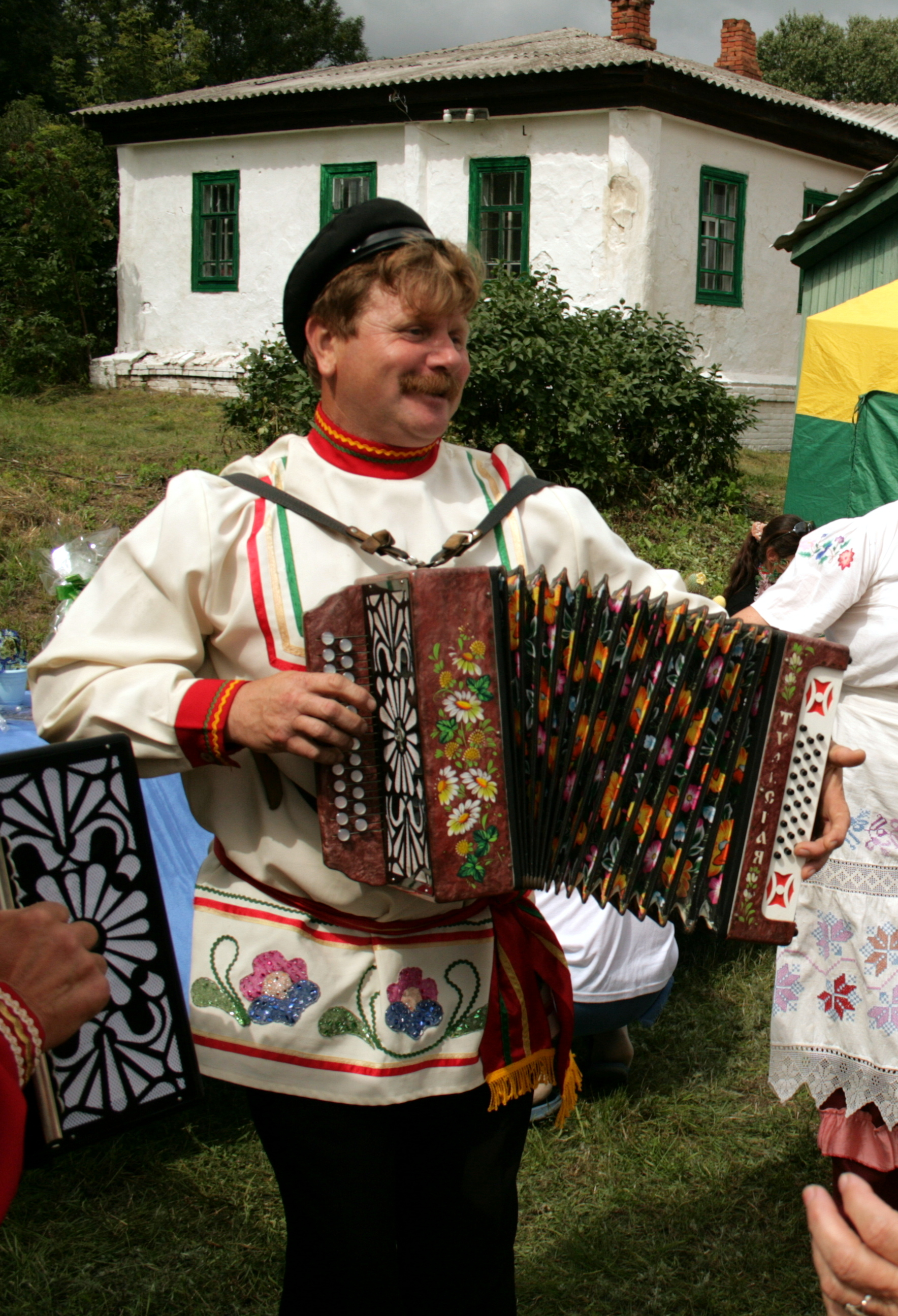
Хроматическая трёхголосая гармонь

Ручны́е гармо́ники — музыкальные инструменты, составляющие основу семейства гармоник. Отличительными конструктивными особенностями подобных инструментов является наличие двух полукорпусов с клавиатурами, между которыми находится мех. Небольшие по размеру и массе гармони во время игры удерживают в руках на весу, гармоники побольше устанавливают на колени в положении сидя или подвешивают за плечевые ремни в положении стоя. Играют двумя руками, двигая левый или оба полукорпуса для разжатия и сжатия меха, что при одновременном нажатии клавиш приводит к поступлению воздуха на язычки гармоники и к их звучанию.

## История
Инструмент впервые появился на территории Германии ещё в начале XIX века. Первая гармоника сконструирована в 1822 году берлинским мастером Христианом Фридрихом Людвигом Бушманом (1805—1864).
Все модели гармони, существующие на сегодняшний день, условно принято делить на два вида. К первому относятся одна их наиболее популярных среди музыкантов модель — «хромка», а также «русская венка» и «ливенка». Общим для всех вышеперечисленных моделей является то, что при растяжении и сжатии мехов для всех кнопок инструмента сохраняется одинаковая высота звучания. Ко второму типу относятся тульская гармонь, вятская, «тальянка» и «черепашка». Эти гармони отличаются тем, что при исполнении музыкальных композиций именно направление движения мехов определяет высоту извлекаемого звука.
В настоящее время, возможно, в силу того, что у музыкантов имеется богатый выбор музыкальных инструментов от самых разных производителей, ручная гармонь не пользуется такой большой популярностью, как в прежние времена. Доподлинно известно, что в период Великой Отечественной войны гармонь использовалась для поднятия боевого духа солдат. Именно поэтому уже с первого года войны инструмент огромными партиями поставляли на линию фронта.
Также в конце XX века Б. Б. Стаханов из ансамбля «Озорные переборы» создал первую в мире пятипальцевую систему игры на двухрядной хроматической гармони.

## Конструкция
Наружные части
- Правый полукорпус с клавиатурой на грифе. На правой клавиатуре исполняется мелодия.
- Левый полукорпус с клавиатурой на самом корпусе. На левой клавиатуре исполняется аккомпанемент. У некоторых видов гармоник (например, саратовской) на левом полукорпусе, также как и на правом, есть гриф. Вместо клавиш могут располагаться рычаги наружных клапанов (например, у ливенской гармони). Оркестровые гармоники[1] не имеют левой клавиатуры.
- Мех (меховая камера) во время разжима и сжима изменяет свой объём. Воздушный поток то входит внутрь меха, то выходит из него, при этом возбуждая находящиеся на своём пути язычки. Складки меха называются боринами.

Ремни:
- Запястный ремень на левом полукорпусе — удерживает запястье левой руки во время отведения левого полукорпуса для разжима меха.
- Плечевой ремень, надеваемый на правое плечо, удерживает правый полукорпус во время игры; если ремней два, то второй надевается на левое плечо.
- У небольших гармоник может быть кистевой ремень и ремень в виде петельки для большого пальца.

Внутренние части полукорпусов
- Механика левой и правой клавиатуры — система рычагов, преобразующих движение от нажатия кнопки в подъём клапана.
- Клапаны — открывают и закрывают отверстия в деке.
- Дека — пластина с отверстиями, на внутренней стороне которой установлены резонаторы; с наружной стороны деки располагаются клапаны и клавиатурная механика.
- Резонаторы — образуют множество воздушных камер; в каждой камере находятся два язычка: один звучит на разжим, другой — на сжим меха. Резонатор устанавливается на деку таким образом, чтобы его отверстия (розетки) были герметично соединены с отверстиями в деке.
- Голосовые планки с язычками — производят звук. Бывают кусковыми (с двумя язычками) и цельными (со множеством язычков). Герметично закрепляются на резонаторе.

Основной элемент в конструкции гармоник — голосовая планка. Она состоит из рамки (самой планки) и язычков. Язычок, колеблясь в проёме планки, издаёт звук определённого тона. Язычок издаёт звук при воздействии на него струи воздуха только в одном направлении — с той стороны, где язычок крепится к планке заклёпкой. В ручных гармониках направление воздуха при сжиме-разжиме мехов меняется, поэтому для одного звука необходимо два язычка одного тона: один язычок издаёт звук при разжиме меха, другой — при сжиме. Проём с противоположной стороны (от той стороны, где язычок закреплён заклёпкой) прикрывается проёмным клапаном (залогом), чтобы воздух не подходил к язычку с обратной, недействующей, стороны, то есть чтобы не было потери воздуха.
Принцип работы рычажного клавишного механизма
Такой механизм используется в правой клавиатуре гармоник, а также в левой клавиатуре отдельных видов гармоней (например ливенской гармони). Нажатие на клавишу через рычаг преобразуется в подъём клапана и открытие отверстия в деке, через которое воздух поступает в камеры или из камер резонатора и вызывает колебание язычков.

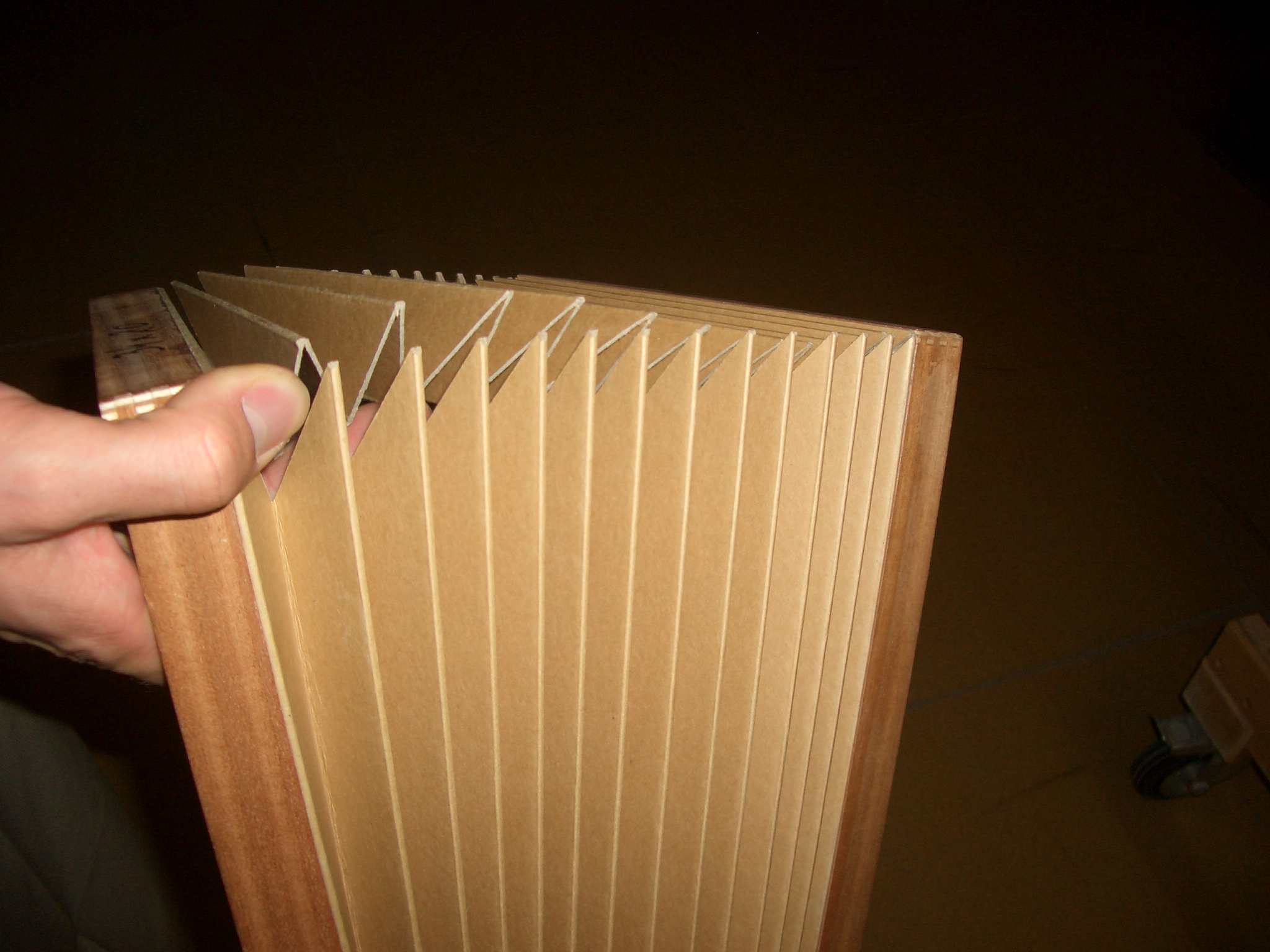
Картонная заготовка меха
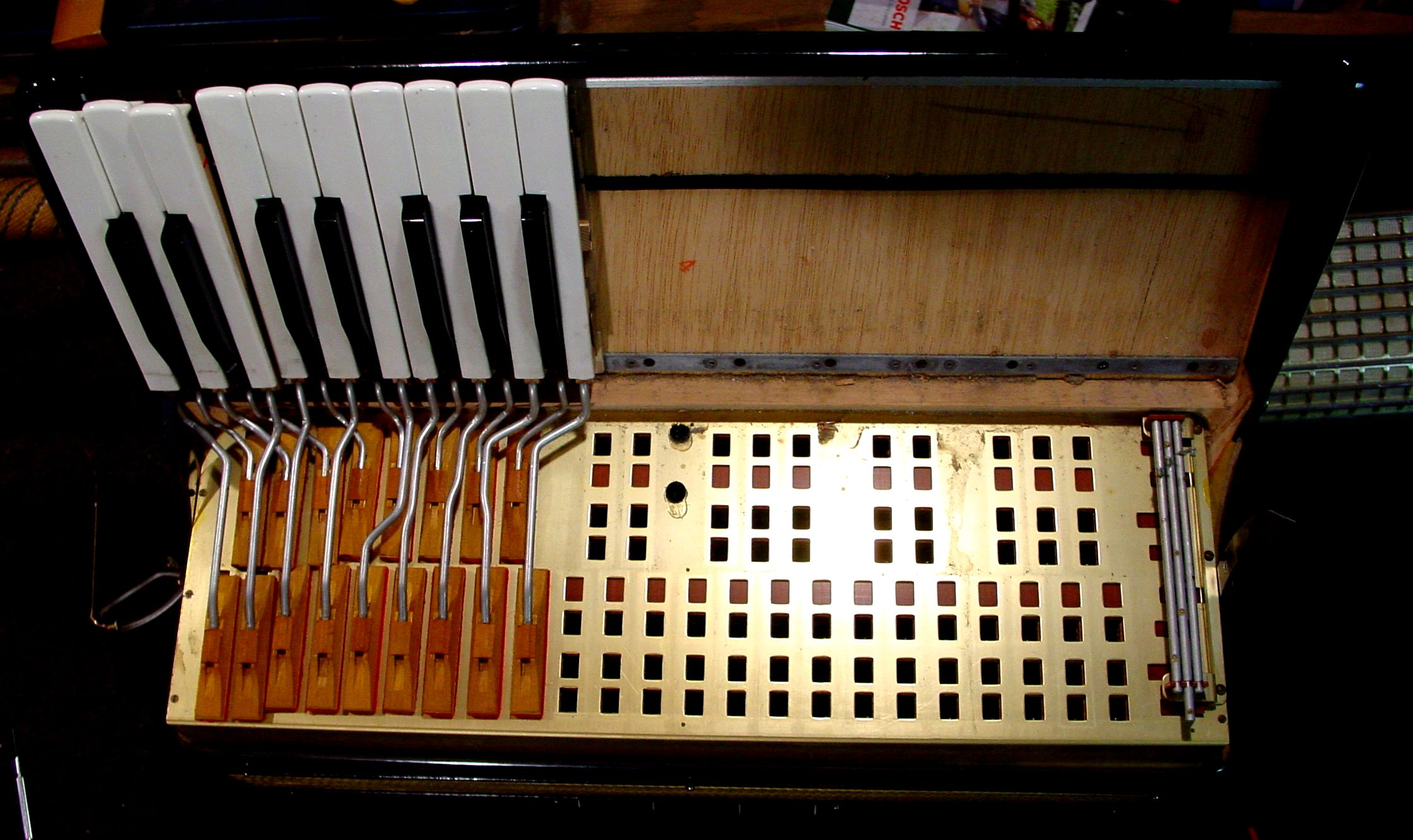
Клавиши аккордеона, рычаги, клапаны, дека
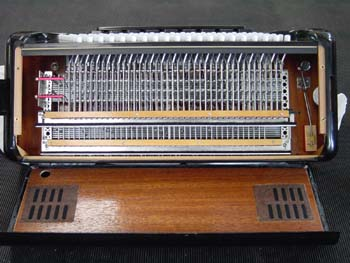
Механика аккомпанемента
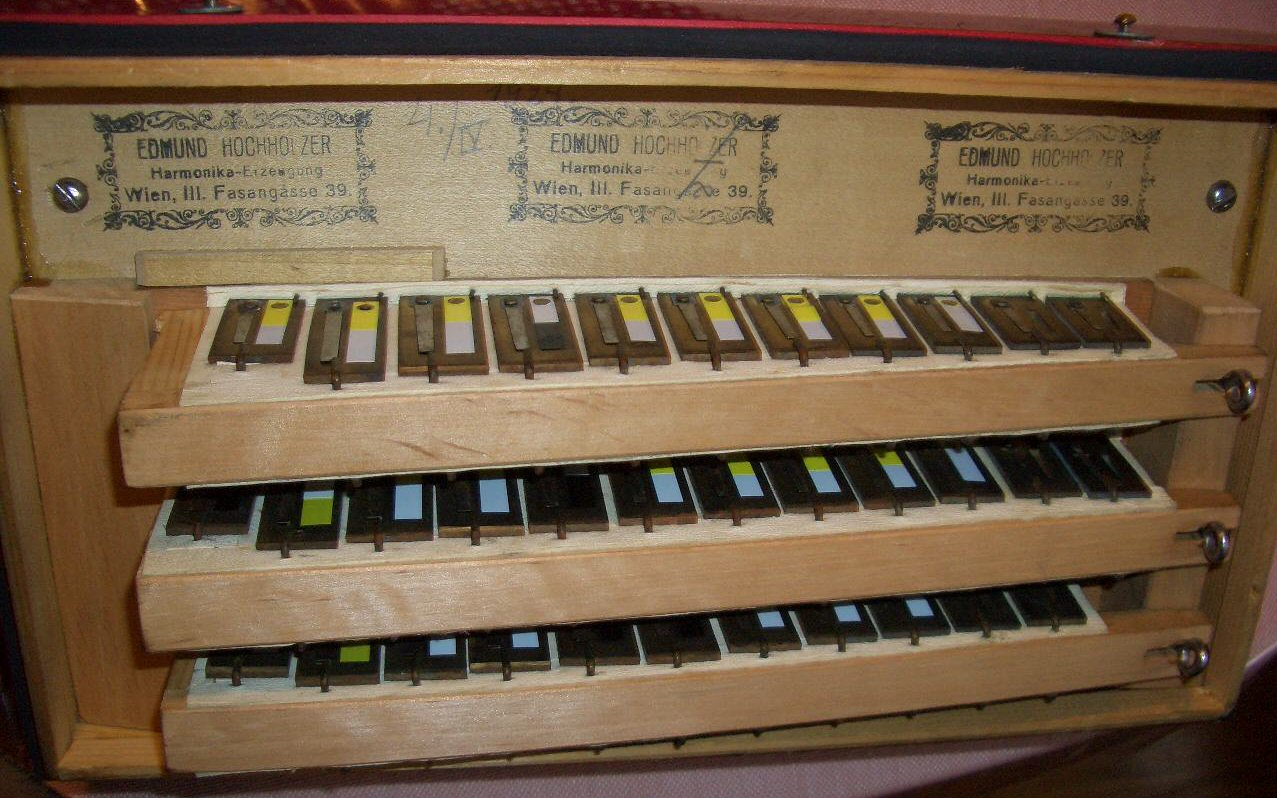
Резонаторы с кусковыми голосовыми планками, установленные на деку
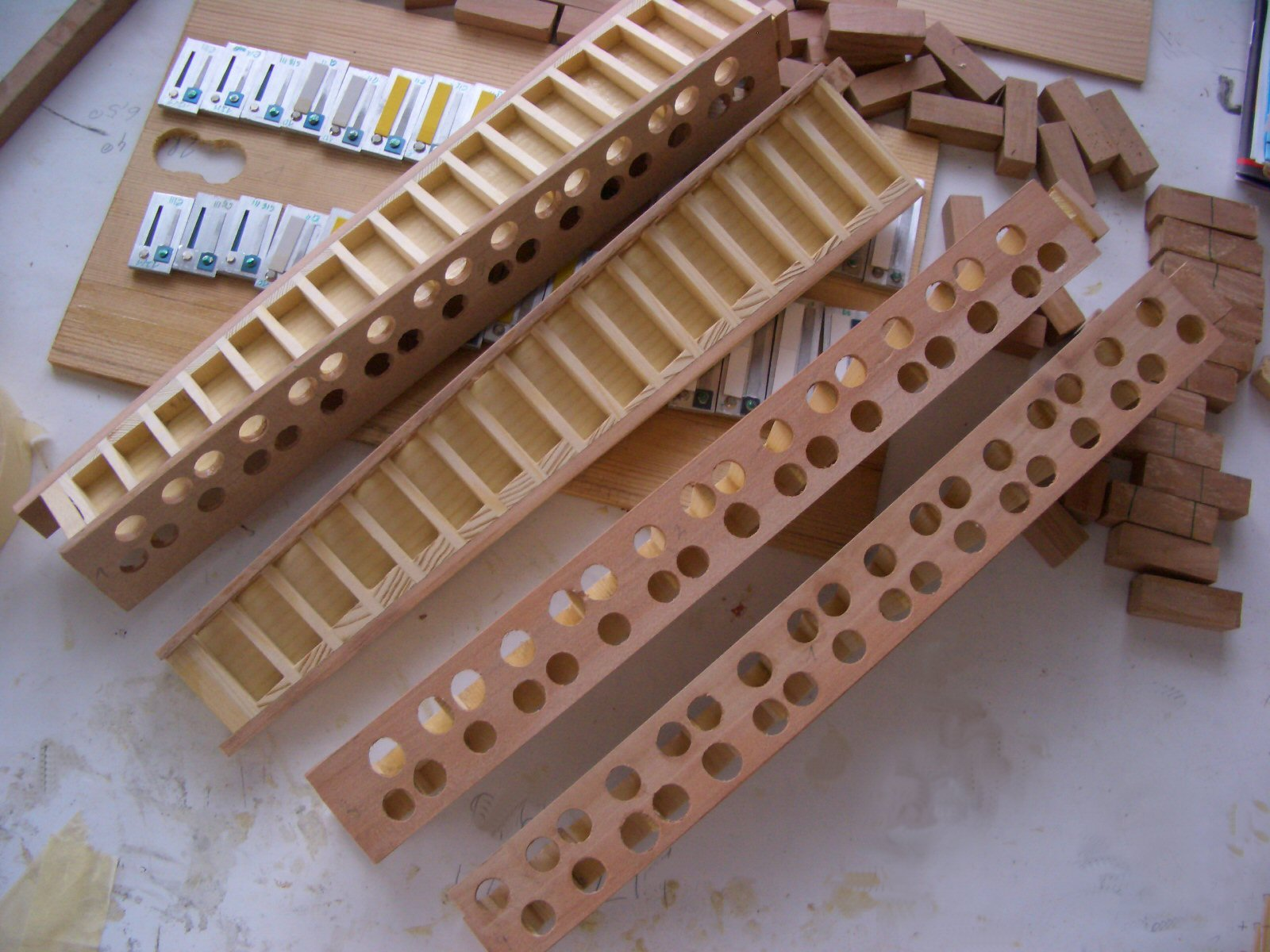
Резонаторы
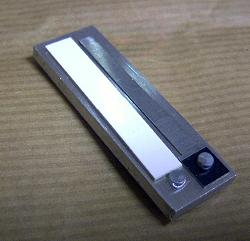
Кусковая голосовая планка с проёмным клапаном (залогом)
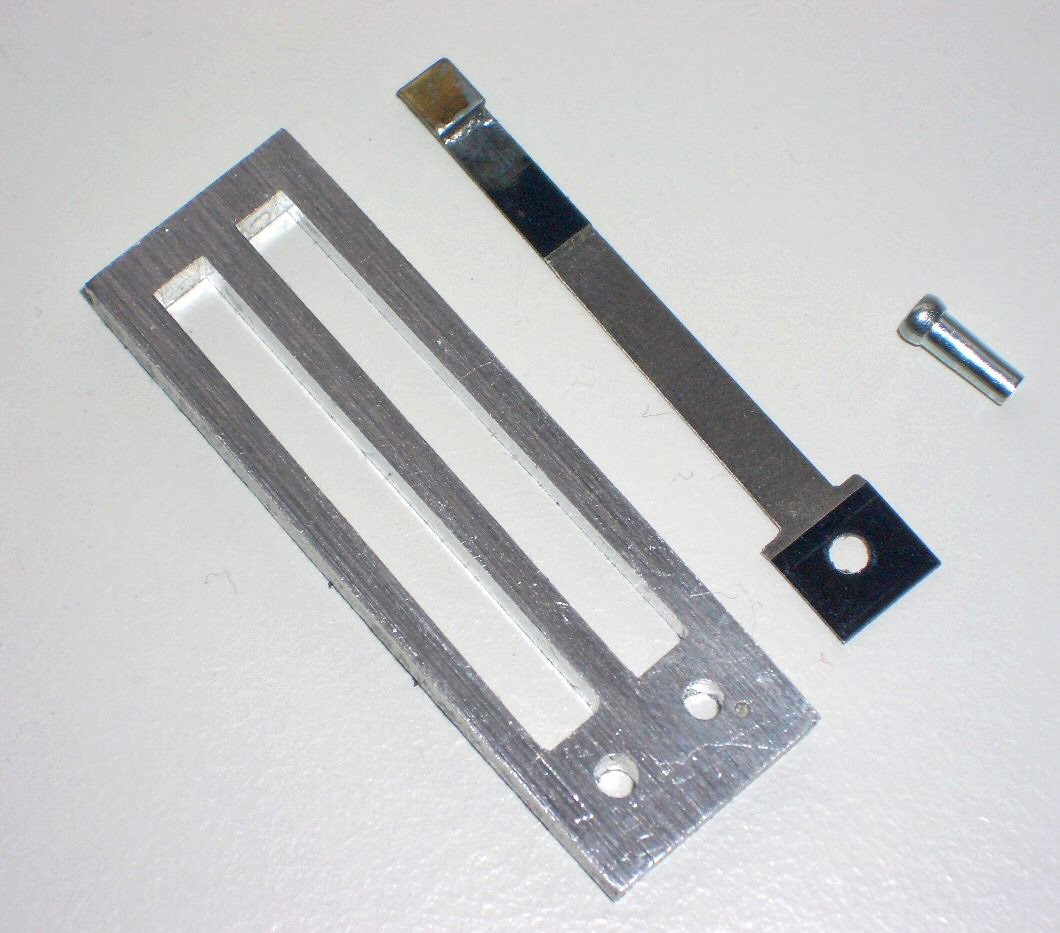
Планка, язычок и заклёпка — составные части голосовой планки
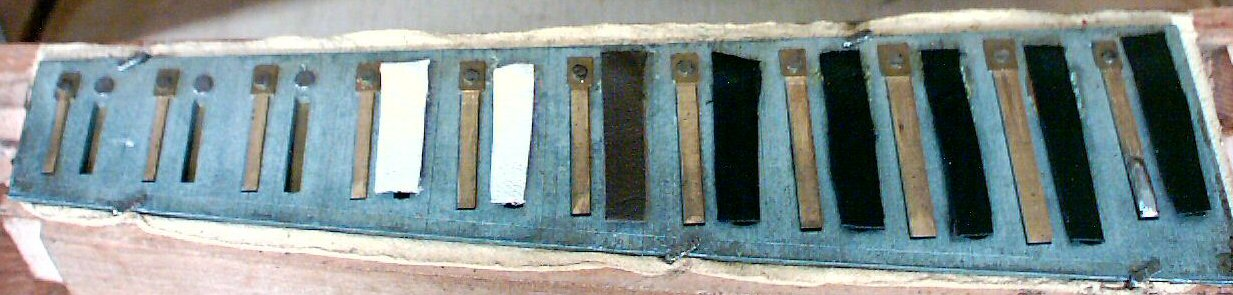
Цельная голосовая планка
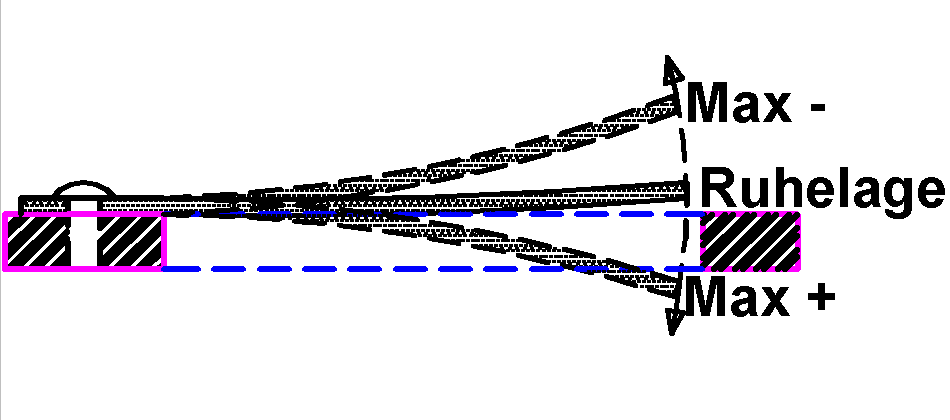
Схема колебания язычка в проёме планки. Воздух подаётся сверху

### Регистры
У баяна, аккордеона и гармони хромки могут иметься регистры, переключение которых позволяет изменять тембр и громкость звучания. Некоторые из этих тембров могут быть похожи на тембры других музыкальных инструментов — например, фагота, гобоя, кларнета, флейты-пикколо, органа. На концертных версиях этих видов ручных гармоник могут быть регистры, расположенные наверху правого полукорпуса — т. н. подбородочные регистры, которые переключаются подбородком исполнителя прямо во время игры.

### Звук по направлению ведения меха
По извлекаемым звукам при растяжении и сжатии меха гармони разделяются на два типа:
- С разными звуками: тульская хроматическая (изобрёл — Николай Белобородов совместно с Леонтием Чулковым), саратовская, черепашка, бологоевская, немецкие («немки»), венские («венки») и др.
- С одинаковыми звуками: хромка, вятская, ливенская («ливенка»), вологодская, елецкая рояльная, сибирская, восточные гармони (кавказские) и др.

## Гармоники в России

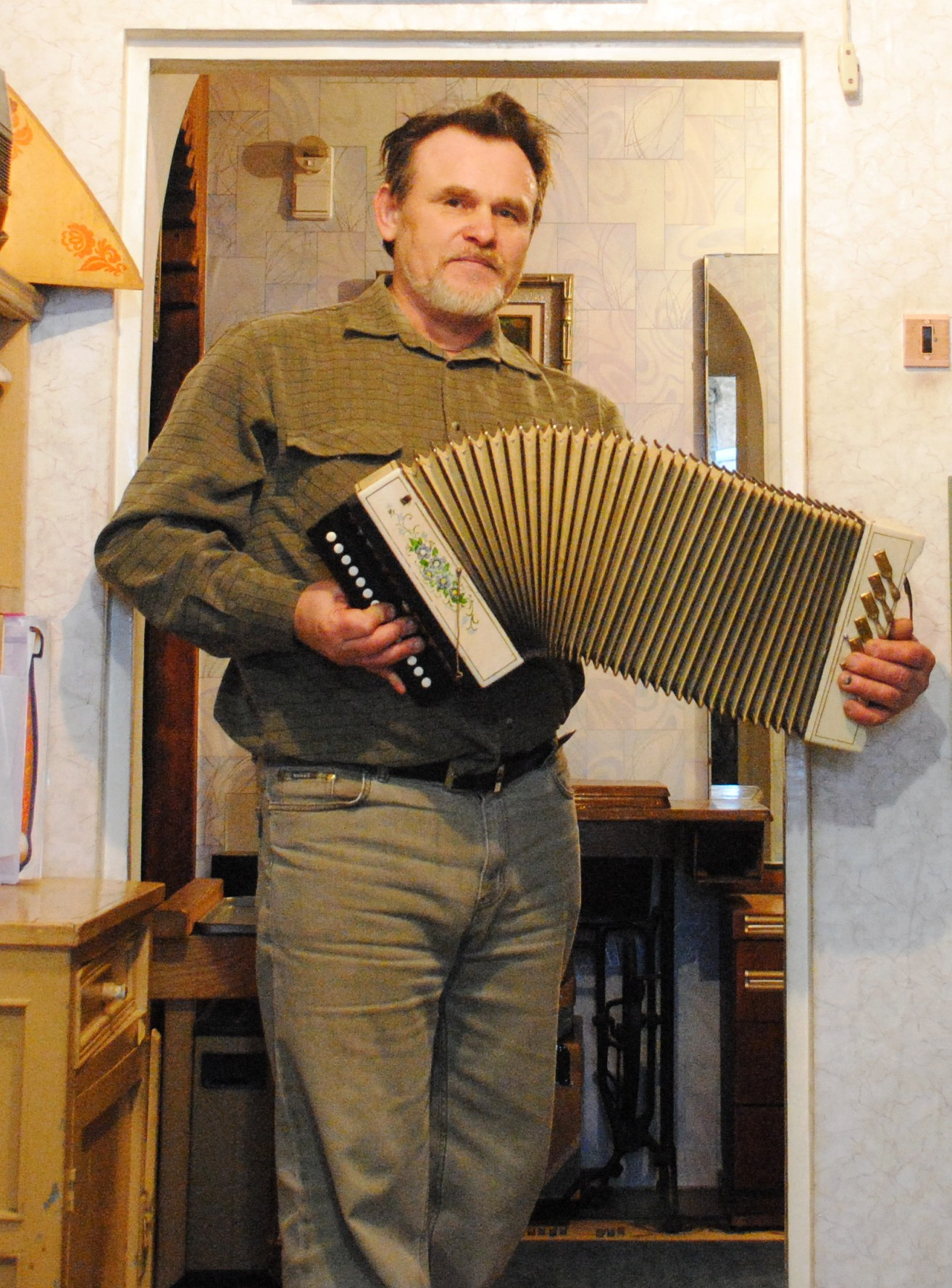
Ливенская гармонь
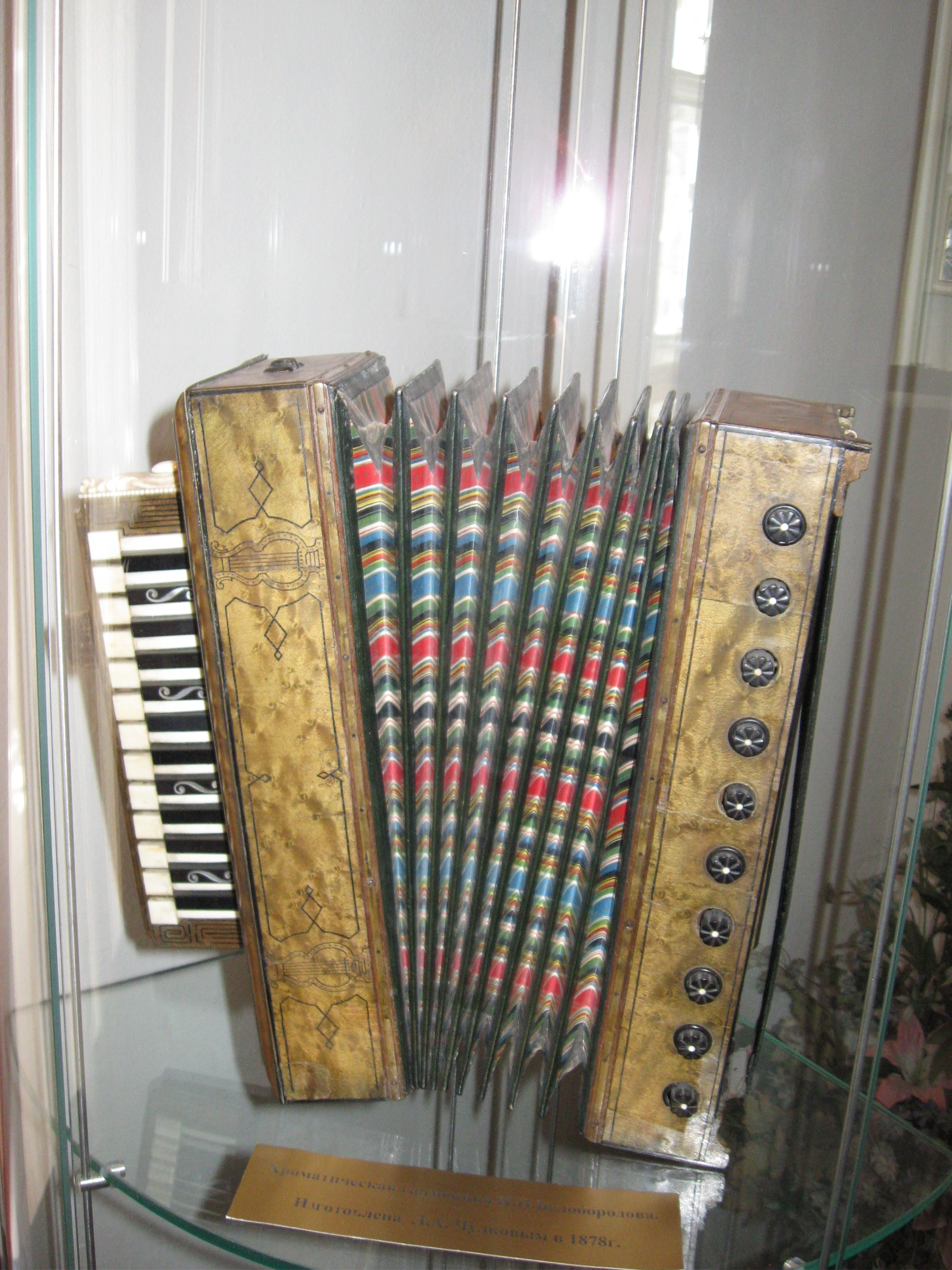
Хроматическая гармонь Н.И. Белобородова
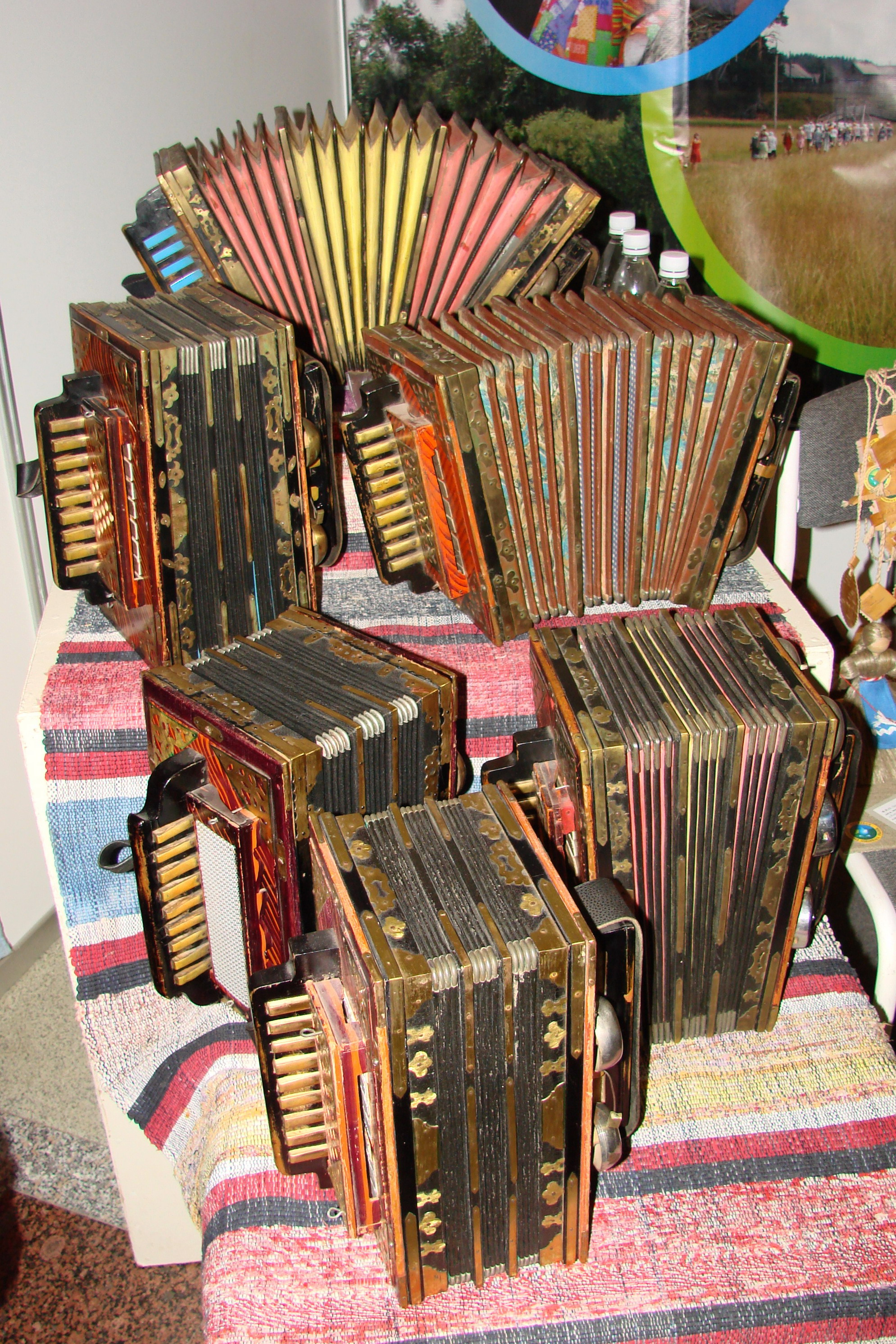
Тальянки
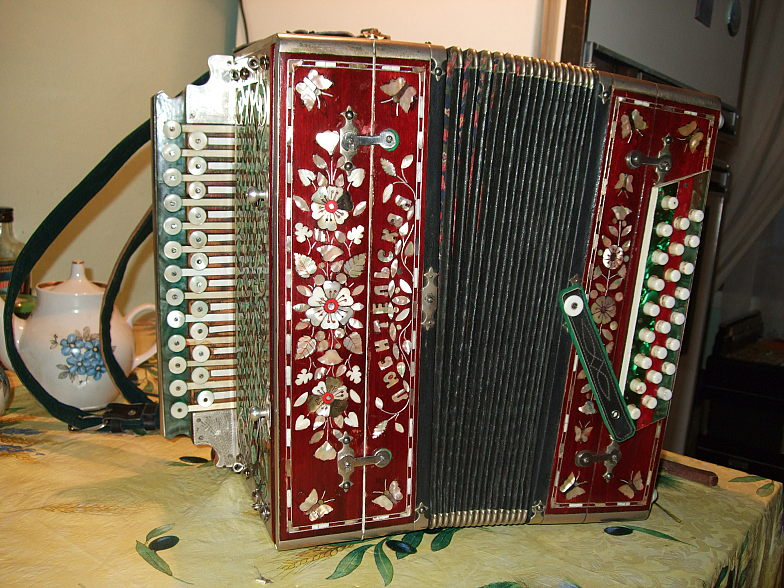
Гармонь хромка
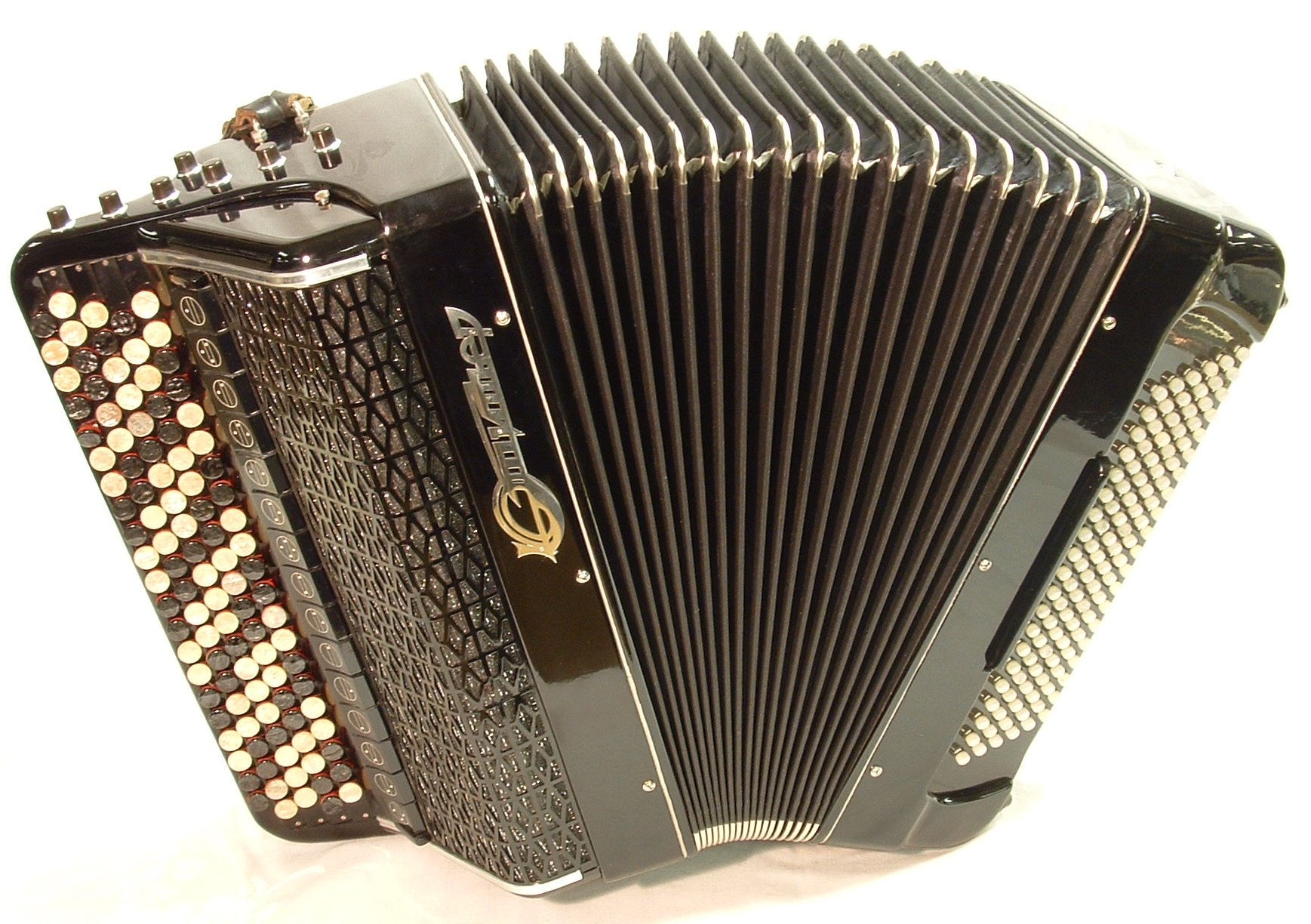
Баян
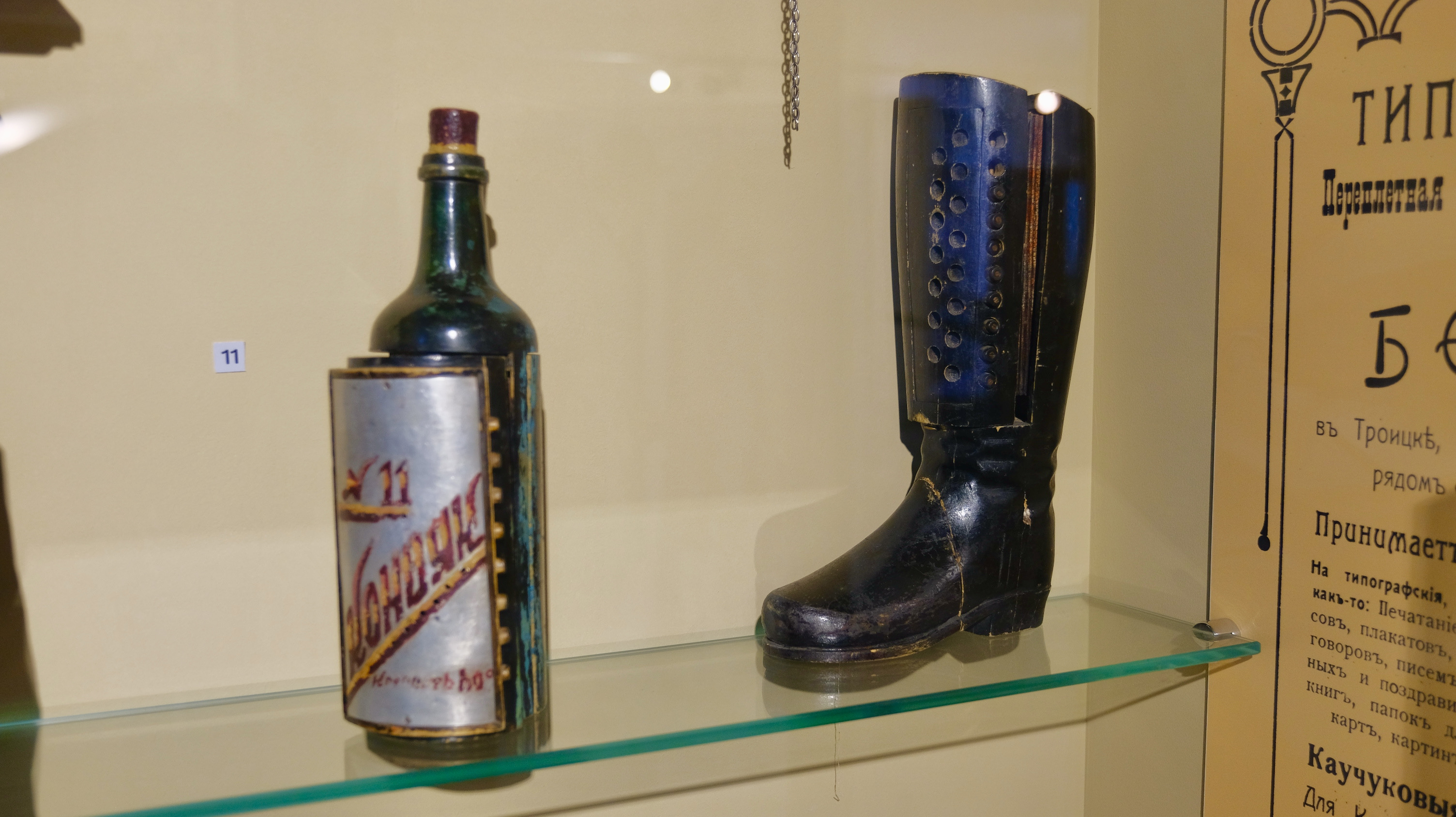
Гармони в виде бутылки и сапога в музее в Челябинске
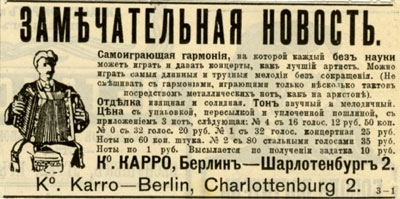
Реклама «самоиграющей» немецкой гармони. 1906 г.
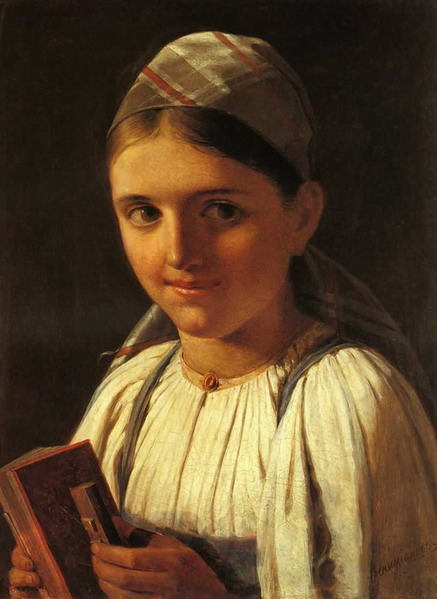
Девушка с гармошкой А.Г. Венецианов, 1840 г.
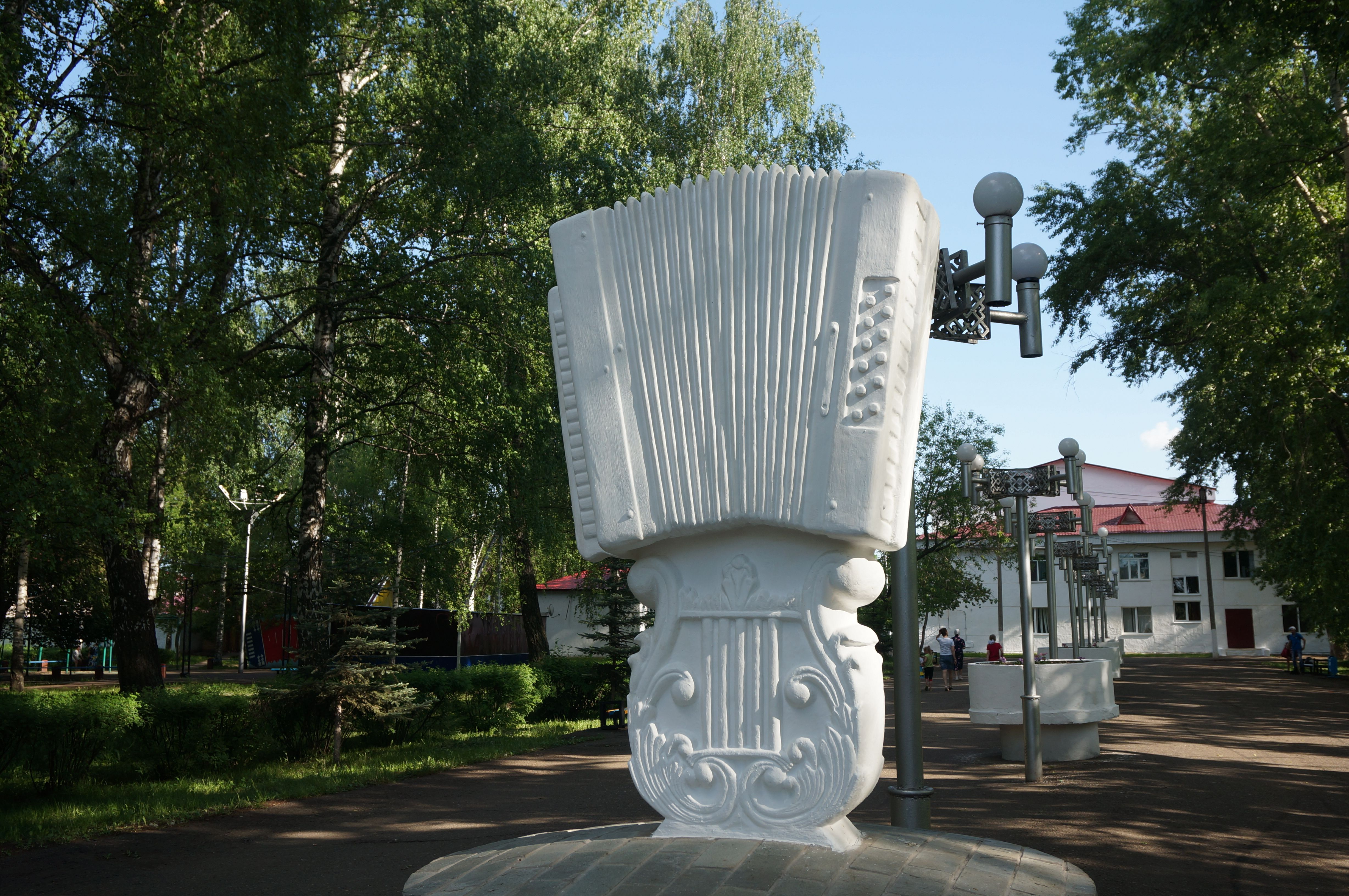
Памятник гармошке в Янауле, Башкортостан

### История
Широко распространено мнение, что гармонь была изобретена в Германии в начале XIX века уроженцем города Фридрихрода Кристианом Бушманом. Также некоторые считают гармонь русским изобретением. Согласно исследованиям искусствоведа Мирека, первая гармонь появилась в Санкт-Петербурге в 1783 году стараниями чешского органного мастера Франтишека Киршника (он придумал новый способ извлечения звука — при помощи металлического язычка, колеблющегося под действием потока воздуха).
Существуют и другие взгляды на этот вопрос.

#### В годы Великой Отечественной войны
Бьётся в тесной печурке огонь,

На поленьях смола, как слеза.

И поёт мне в землянке гармонь

Про улыбку твою и глаза.

Про тебя мне шептали кусты

В белоснежных полях под Москвой.

Я хочу, чтобы слышала ты,

Как тоскует мой голос живой.
В конце лета 1941 года на фронт для поднятия боевого духа советских солдат было отправлено около 12 тыс. гармоней, а осенью того же года — уже более 60 тыс. (согласно директиве Наркомата обороны).

### Производство
В начале 1970-х годов в СССР существовало около 25 предприятий по выпуску гармоней, баянов и аккордеонов, на которых в 1971 году было изготовлено около 240 тыс. гармоней и 560 тыс. баянов и аккордеонов (данные Госплана СССР).
|               | 1953    | 1955    | 1957    | 1959    | 1961    | 1963    | 1966    | 1968    |
| ------------- | ------- | ------- | ------- | ------- | ------- | ------- | ------- | ------- |
| Баяны Гармони | 597 307 | 807 365 | 921 674 | 776 750 | 639 829 | 684 500 | 673 410 | 729 000 |
| Аккордеоны    | 7 124   | 11 070  | 28 036  | 53 634  | 120 313 | 102 000 | 46 380  | 60 000  |

Производители
- Шуйская гармонь (ОАО) — г. Шуя Ивановской области.
- Тульская гармонь (ООО) — г. Тула.
- Ганинская гармонная фабрика[7] — г. Киров. Марки гармоней: «Восток», «Ивушка», «Огонёк».
- Великоустюгская гармонная фабрика — г. Великий Устюг Вологодской области.
- «Красный партизан» — фабрика ручных гармоник в г. Ленинграде. Основана в 1856 году Фёдором Мюльбахом как фортепианная фабрика[8]. С 1957 года специализируется на выпуске аккордеонов[9].
- Армавирская фабрика музыкальных инструментов — г. Армавир Краснодарского края. Марки гармоней: «Кубань».

На Украине
- Житомирская фабрика музыкальных инструментов — г. Житомир. Марки гармоней: «Весна-2», «Марічка-3», «Ромашка».

В Белоруссии
- Молодечненская фабрика музыкальных инструментов — г. Молодечно.

### Виды

#### Русские региональные гармони
Гармонь
По сравнению с баяном или аккордеоном гармонь имеет несколько отличий:
- Как правило, на гармони можно получать только звуки диатонического звукоряда[10], либо с некоторым количеством хроматических звуков, как у гармони хромки.
- Гармони могут иметь определённую тональность, например Ля, До, Ре, Фа — это означает тональность мажорной гаммы (у некоторых гармоней — минорной гаммы), которую можно извлекать на гармони.
- Уменьшенный диапазон звуков (количество октав).
- Меньшие размеры (габариты).

Русские гармони делятся на два вида по типу извлечения звука: во-первых, гармони, у которых при растяжении и сжатии мехов каждая кнопка при нажатии даёт звук одной и той же высоты, и, во-вторых, гармони, у которых высота звука меняется в зависимости от направления движения мехов. К первому типу относятся такие гармони как «ливенка», «русская венка», «хромка» (самая распространённая в наше время). Ко второму типу — «тальянка», «черепанка», «тульская», «вятская».
Можно разделить гармони по типу правой клавиатуры, в зависимости от количества рядов кнопок. Самая распространённая гармонь в наше время — двухрядная «хромка», но существуют также трёхрядные инструменты и инструменты с одним рядом кнопок.

##### Саратовская
Отличается наличием колокольчиков. Подробности в статье Саратовская гармонь

##### Ливенская
Имеет очень длинную меховую камеру. Подробности в статье Ливенская гармонь.

##### Тальянка
Тальянками называли различные виды русских гармоней: вологодские, вятские, бологоевские и новоржевские.

##### Другие виды
Вятская, елецкая рояльная, кирилловская, вологодская, черепашка, венская (венка, русского и немецкого строя), бологоевская, новоржевская (псковская резуха), тагильская, петербуржская гармонь (петроградка) и другие.

#### Гармонь хромка
Гармонь хромка является наиболее распространённым видом диатонической гармоники в России.

#### Баян
Баян — хроматический инструмент, получивший широкое распространение в России. Под названием «хроматический кнопочный аккордеон» и с другими видами раскладки клавиатуры применяется в разных странах.

#### Гармоники народов России и республик СССР
Поволжье
- Марла-кармонь — марийская семиклавишная однорядная гармонь.
- Кога-кармонь (марийское название), ку́бос (чувашское название) — двухрядная гармоника.
- Татарская гармоника (тальян гармун) — с клавиатурой 12×3 и 16×12 (называемая у татар «венский»). Изготавливалась на фабрике в Казани (столица Республики Татарстан) примерно с конца 1930-х годов.
- Восточный (ориентальный) баян — с фортепианной правой клавиатурой, в левой басо-аккордовой клавиатуре 24 или 32 кнопки. Изготавливался в Казани с 1936 года.
- Восточная выборная гармоника (баян) — с фортепианной правой клавиатурой, в левой клавиатуре 30 выборных кнопок. Производилась в Казани с 1961 года[12].

Кавказ
- Кому́з (кумыкское название арга́н, также «азиатская» или «восточная» гармоника[13]) — однорядная диатоническая гармоника. Завезена в Дагестан в XIX веке русскими солдатами. В правой клавиатуре 21 клавиша продолговатой формы. В левой клавиатуре 12 кнопок: в одном вертикальном ряду басовые кнопки, в другом соответствующие им кнопки трезвучий[13]. Была распространена в Дагестанской АССР и Чечено-Ингушской АССР. Серийное производство началось в середине 1930-х в городах Владикавказ (Северная Осетия), Армавир (Краснодарский край), Тбилиси (Грузия). Раньше на комузе играли только женщины, инструмент даже входил в приданое невест, сейчас играют и мужчины.
- Пши́нэ — появилась в Адыгее и Кабардино-Балкарии во второй половине XIX века (одновременно с комузом, отличалась от него только ограниченным аккомпанементом). Создана на основе вятской гармоники. На правой клавиатуре 12, 16 или 18 клавиш, составляющих гамму в натуральном мажоре. На левом грифе (выносном барабане) 4 клапана аккомпанемента[14]. Серийно изготавливалась на фабрике в г. Нальчике (столица Кабардино-Балкарии) с 1935 года, которая закрылась после Великой Отечественной войны[12].
- Иро́н-кандза́л-фанды́р — осетинская гармоника, по конструкции и строю аналогичная комузу или пшинэ[13][15].
- Грузинская гармонь (дол-гармони).

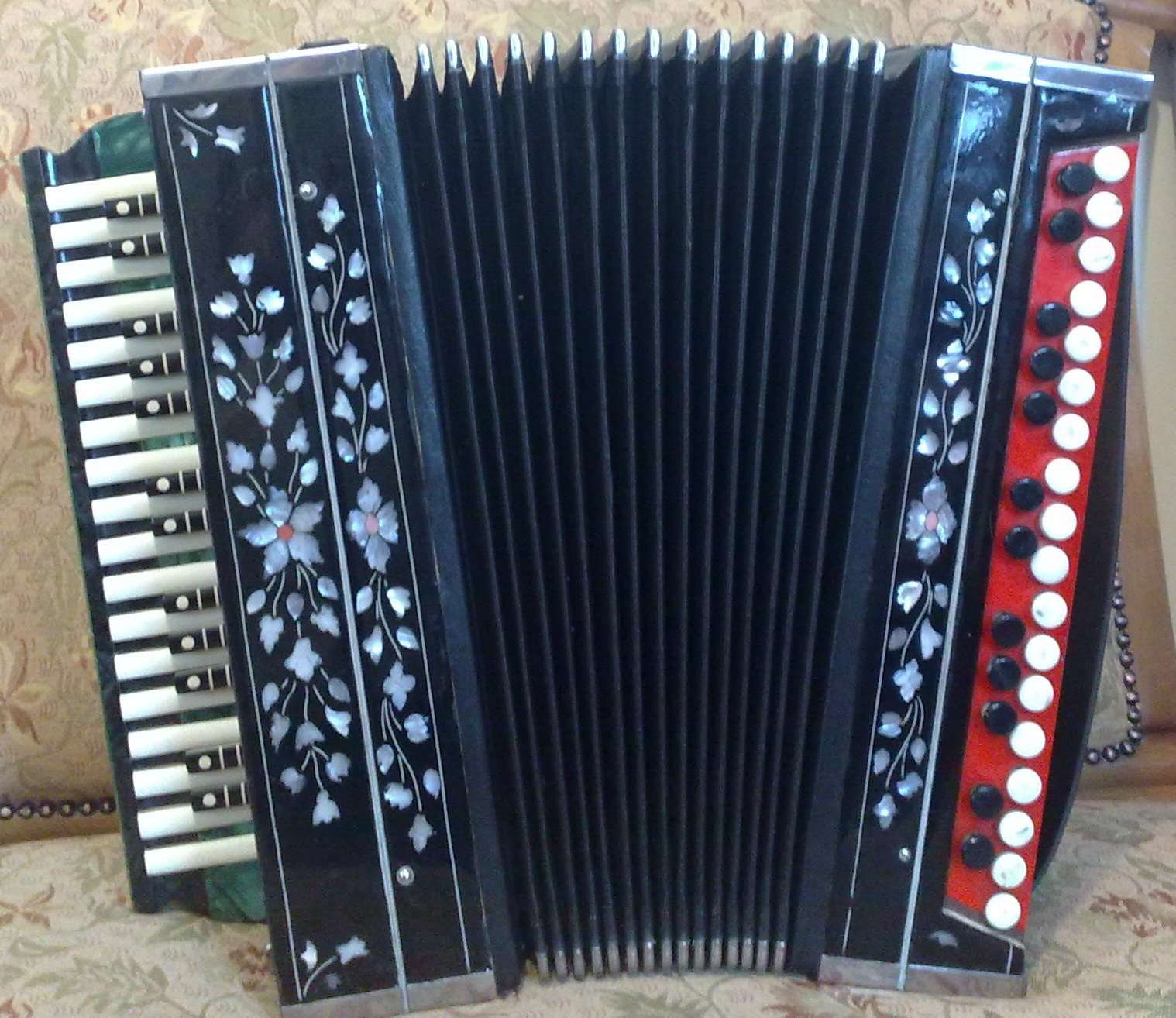
Восточная выборная гармоника
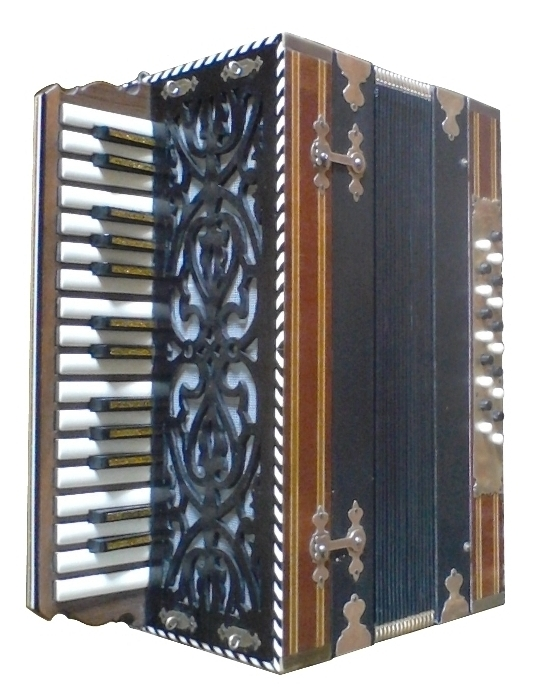
Грузинская гармонь

## Зарубежные гармоники
- Концертина (английская концертина) — инструмент создан в 1827 году в Англии Чарльзом Уитстоном. Звук одинаковый при разжиме-сжиме меха[16].
  - Немецкая концертина — сконструирована в 1832 году немецким мастером Фридрихом Улигом. Немецкая концертина издаёт разные звуки на разжим-сжим меха[17].
- Бандонеон — создан в 1840 году немецким мастером Генрихом Бандом на основе немецкой концертины[18]. Бандонеон издаёт разные звуки на разжим-сжим меха.
- Аккордеон — хроматическая ручная гармоника, изобретённая и получившая широкое распространение в Европе. В русской традиции аккордеоном принято называть инструменты с правой клавиатурой фортепианного типа.

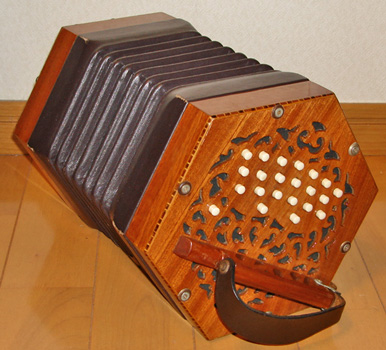
Концертина
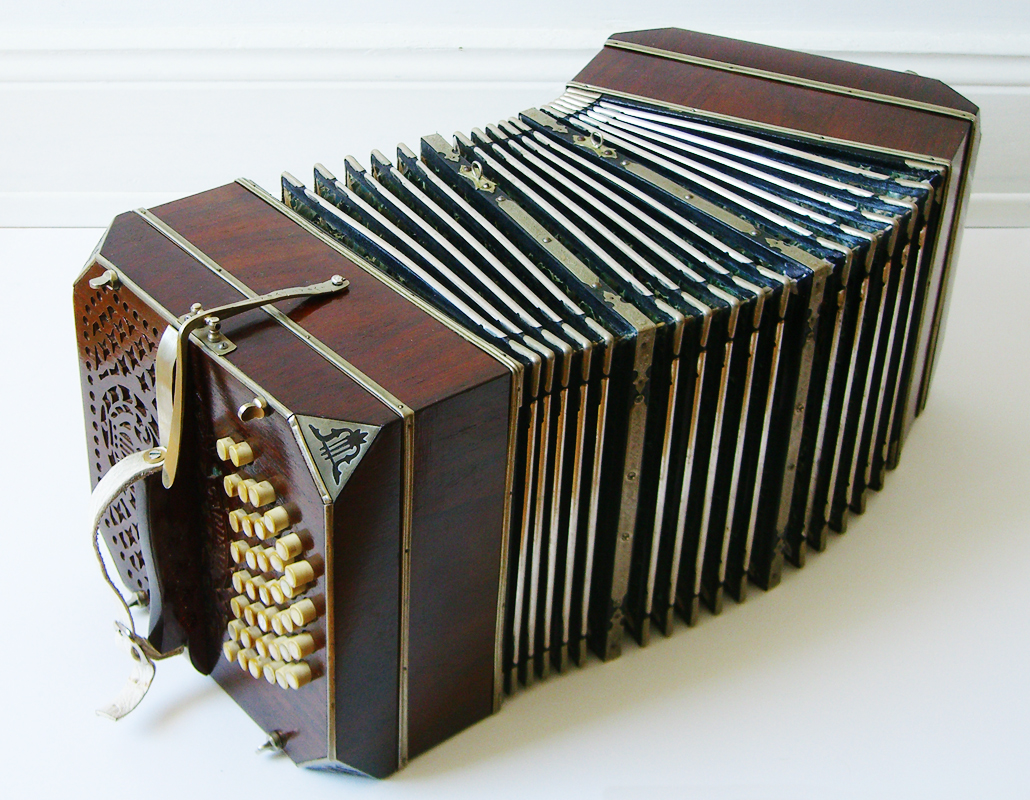
Бандонеон
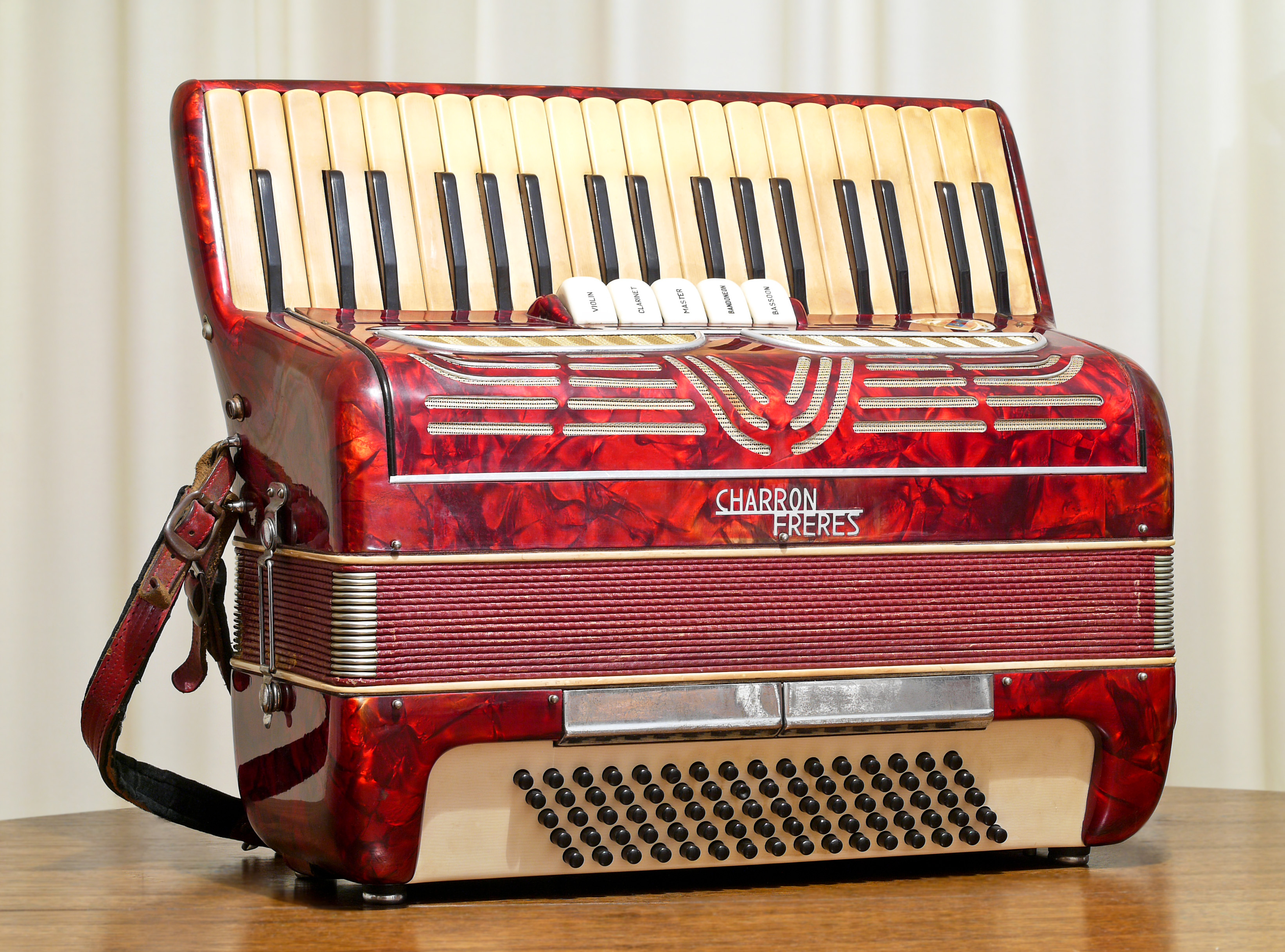
Аккордеон

### Классификация
В США, Европе и других странах все ручные гармоники с готовыми аккордами в аккомпанементе имеют название «аккордеон» и по звукоряду подразделяются на диатонические и хроматические, а по типу клавиш — на кнопочные и пиано-аккордеоны. Например, баян называется хроматическим кнопочным аккордеоном, аккордеон — пиано-аккордеоном, гармонь хромка — диатоническим кнопочным аккордеоном.

## Другие источники
- Радиопередача «Русские народные музыкальные инструменты». Серия № 5 «Гармонь» (представлены образцы звучания саратовской, череповецкой, ливенской, венской гармоней, тальянки и концертины) // Ленинградское отделение КПП Музфонда СССР, 1979 год.